# 경상북도예천교육지원청
경상북도예천교육지원청(慶尙北道醴泉敎育支援廳, Yecheon Office of Education)은 경상북도 예천군의 교육행정을 담당하기 위해 설치된 경상북도교육청 산하의 교육지원청이다.
교육장은 장학관으로 보한다.

## 산하기관

### 초등학교
| - 감천초등학교 - 상리초등학교 - 예천남부초등학교 | - 예천동부초등학교 - 예천초등학교 - 용궁초등학교 | - 용문초등학교 - 유천초등학교 - 은풍초등학교 | - 지보초등학교 - 풍양초등학교 |

### 중학교
| - 감천중학교 - 대창중학교 - 예천여자중학교 | - 예천중학교 - 용궁중학교 | - 용문중학교 - 은풍중학교 | - 지보중학교 - 풍양중학교 |